# Wiktor Jakowlewitsch Klimenko
Wiktor Jakowlewitsch Klimenko (russisch Виктор Яковлевич Клименко; * 25. Februar 1949 in Moskau) ist ein ehemaliger russischer Kunstturner. Er gewann bei den Olympischen Sommerspielen 1972 in München Gold am Seitpferd.

## Karriere
Bei den Olympischen Spielen 1968 wurde er mit der sowjetischen Mannschaft Zweiter hinter der japanischen Mannschaft. Am Barren gewann er die Bronzemedaille. Bei der Weltmeisterschaft 1970 gewann er Silber im Pferdsprung und Bronze am Seitpferd. Bei den Olympischen Sommerspielen 1972 siegte er am Seitpferd und gewann Silber mit der Mannschaft und im Pferdsprung.
1971 und 1973 war Klimenko Europameister im Mehrkampf. Daneben gewann er 1969 den Pferdsprung und am Reck sowie 1973 am Barren und an den Ringen.

## Nach der Karriere
Der gebürtige Russe kam vor vielen Jahren aus Moskau nach Deutschland, wo er als Spitzentrainer in Niederwörresbach (Rheinland-Pfalz) im Landesleistungszentrum für Kunstturnen als Trainer arbeitete. Dort trainierte er zusammen mit seiner Frau Larissa Petrik und seinem ältesten Sohn Wiktor Klimenko viele junge Mädchen und Jungen.
Seine Frau ist meist für choreographische Dinge zuständig, wie z. B. für das Zusammenstellen von Boden- und Schwebebalkenübungen, sein Sohn übernimmt größtenteils die kleinsten Mädchen und die Jungen. Wiktor Klimenko selbst ist für den Stufenbarren, Sprung und schwierige Elemente an anderen Geräten zuständig. Unter anderem trainiert er seinen jüngsten Sohn Wladimir Klimenko.
Vor einigen Jahren heiratete sein ältester Sohn eine russische Balletttänzerin und er wurde Großvater.